# Санем
Сане́м (люкс. Suessem, фр. Sanem, нем. Sassenheim) — коммуна в герцогстве Люксембург. Располагается в округе Люксембург и входит в состав кантона Эш-сюр-Альзетт. В коммуне находится одноимённый населённый пункт.

## Население
| 11 162 | ↗ 11 554 | ↗ 13 041 | ↗ 14 470 | ↗ 15 748 |

Население составляет 14505 человек (на 2008 год), в коммуне располагаются 5579 домашних хозяйств. Занимает площадь 24,42 км2. Наивысшая точка коммуны над уровнем моря составляет 383 метра (76 место из 116 коммун), наименьшая 294 метров (100 место из 116 коммун).

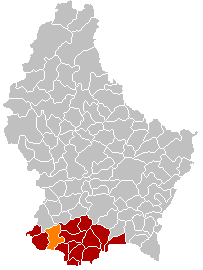
Оранжевый цвет - коммуна Санем, красный - кантон Эш-сюр-Альзетт.